# Ana Casares
Pour les articles homonymes, voir Casares (homonymie).
Ana Casares, née Anne Urman en 1930 à Stanisławów en Pologne (aujourd'hui Ivano-Frankivsk en Ukraine) et morte le 13 mars 2007 à Buenos Aires, est une actrice polono-argentine. Elle a joué dans 30 films entre 1951 et 1980.
En 1933, ses parents s'installent en Argentine. Elle apprend le métier d'acteur auprès de Hedy Crilla. Elle débute au cinéma e 1951, et au théâtre en 1952. Elle joue en 1951 dans El Complejo de Felipe de Juan Carlos Thorry (en), et en 1962 dans Buscando a Mónica. Après 1962, elle tourne en Europe, principalement en Espagne où elle joue dans des théâtres madrilènes. En 1968, elle retourne en Argentine, où elle poursuit sa carrière d'actrice jusqu'en 1980. Elle était surnommée « la Brigitte Bardot argentine ».
Elle meurt à l'âge de 77 ans et est enterrée au cimetière de La Tablada à Buenos Aires.

## Filmographie sélective
- El Pibe Cabeza (1975)
- La Vida continúa (1969)
- Buscando a Mónica (1962)
- Les Quatre Vérités (1962)
- Dos tipos con suerte (1960)
- Aquello que amamos (1959)
- Campo Virgen (1958)
- El Jefe (1958)
- Demasiado jovenes (1958)
- El Tango en París (1956)
- Le Dernier Chien (1956)
- El Complejo de Felipe (1951)